# Almirantado Britânico

Bandeira do Almirantado

Sede do Almirantado em Londres.

O Almirantado foi antigamente o departamento governamental responsável pela Marinha Real Britânica até 1964. Originalmente ostentado por um só pessoa, o título de Lord High Admiral foi desde o século XVIII colocado invariavelmente "em comissão" e exercido por um Conselho do Almirantado, oficialmente conhecido como The Commissioners for Exercising the Office of Lord High Admiral of the United Kingdom of Great Britain and Northern Ireland, &c. (em português traduz-se como "Comissários para o Exercício do Ofício do Lorde Almirante-Mor do Reino Unido da Grã Bretanha e Irlanda do Norte, &c."). A última parte do nome oficial foi variando entre Inglaterra, Grã-Bretanha e Reino Unido da Grã-Bretanha e Irlanda do Norte dependendo do período histórico.
Em 1964 as funções do Almirantado foram transferidas para um novo Conselho do Almirantado, o qual é um comitê do tripartido Conselho de Defesa do Reino Unido e parte do Ministério da Defesa. O novo Conselho do Almirantado reúne apenas duas vezes por ano e a Marinha Real é controlada quotidianamente por um Conselho da Marinha. Actualmente é invulgar que as diferentes autoridades a cargo da Marinha Real sejam designadas simplesmente como "O Almirantado".

## História
O cargo de Lorde Almirante da Inglaterra foi estabelecido em torno de 1400, sendo que o conselho que este liderava foi criado em 1546 por Henrique VIII com a função de administrar as atividades marítimas no território inglês e coordenar a atuação da Marinha. Certo tempo depois, a Marinha britânica passou oficialmente para o controle do Lord High Admiral, um dos nove grandes ministros da corte. Em 1628, Carlos I tornou o gabinete do Lord High Admiral parte da Royal Navy. 
Em 1831, o conselho da Marinha foi dissolvido e as responsabilidades que lhe cabiam foram transferidas para o Almirantado. 
Em 1964, o Almirantado foi aglutinado ao Ministério da Defesa, juntamente com o Air Ministry. Atualmente o Almirantado é conhecido como oficialmente como Admiralty Board.

## Primeiros Lordes e Grandes Almirantes

### Lorde Almirante-mor e Primeiro Lorde do Almirantado, 1413–1628
Lord High Admiral and First Lord of the Admiralty
- Thomas Beaufort, Duque de Exeter 1413–1426
- Giovanni de Lancaster, 1.º Duque de Bedford 1426–1435
- John Holland, 2.º Duque de Exeter 1435–1447
- William de la Pole, 1.º Duque de Suffolk 1447–1450
- Henry Holland, 3.º Duque de Exeter 1450–1461
- William Neville, 1.º Conde de Kent 1462
- Ricardo, Duque de Gloucester 1462–1470
- Richard Neville, Conde de Warwick 1470–1471
- Ricardo, Duque de Gloucester 1471–1483
- John Howard, 1.º Duque de Norfolk 1483–1485
- John de Vere, XIII Conde de Oxford 1485–1513
- Sir Edward Howard 1513 (figlio de 2.º Duque de Norfolk)
- Thomas Howard, Conde de Surrey 1513–1525
- Henry Fitzroy, Duque de Richmond 1525–1536
- William Fitzwilliam, 1.º Conde de Southampton 1536–1540
- John Russell, 1.º Lord Russell 1540–1542
- Edward Seymour, 1.º Conde de Hertford 1542–1543
- John Dudley, Visconde Lisle 1543–1547
- Thomas Seymour, 1.º Lord Seymour de Sudeley 1547–1549
- John Dudley, 1.º Conde de Warwick 1549–1550
- Edward Clinton, IX Lord Clinton 1550–1554
- William Howard, 1.º Lord Howard de Effingham 1554–1558
- Edward Clinton, 1.º Conde de Lincoln 1558–1585
- Charles Howard, 1º conde de Nottingham (1597) 1585–1619
- George Villiers, 1.° Duque de Buckingham 1619–1628

### Lorde Almirante-mor e Primeiro Lorde do Almirantado da Inglaterra, 1628–1708
Lord High Admiral and First Lord of the Admiralty of England
- Richard Weston, 1.º Conde de Portland (Primeiro Lorde do Almirantado) 1628–1635
- Robert Bertie, 1.º Conde de Lindsey (Primeiro Lorde do Almirantado) 1635–1636
- William Juxon, Bispo de Lincoln (Primeiro Lorde do Almirantado) 1636–1638
- Algernon Percy, 10.º Conde de Northumberland (Lorde Grande Almirante fino al 1642, poi Primeiro Lorde do Almirantado) 1638–1643
- Francis Cottington, 1.º Lord Cottington 1643–1646
- ninguém 1646–1660
- Jaime Stuart, Duque de York e Albany (Lorde Grande Almirante) 1660–1673
- Rei Carlos II (Lorde Grande Almirante) 1673
- Príncipe Ruperto do Palatinado, 1.º Duque de Cumberland (Lorde Grande Almirante) 1673–1679
- Sir Henry Capell (Primeiro Lorde do Almirantado) 1679–1681
- Daniel Finch, 2.º Conde de Nottingham (Primeiro Lorde do Almirantado) 1681–1684
- Rei Carlos II (Lorde Grande Almirante) 1684–1685
- Rei Jaime II (Lorde Grande Almirante) 1685–1688
- Rei Guilherme III (Lorde Grande Almirante) 1689
- Arthur Herbert, 1.º Conde de Torrington (Lorde Grande Almirante até 1689, depois Primeiro Lorde do Almirantado) 1689–1690
- Thomas Herbert, 8.º Conde de Pembroke (Primeiro Lorde do Almirantado) 1690–1692
- Charles Cornwallis, 3.º Lord Cornwallis de Eye (Primeiro Lorde do Almirantado) 1692–1693
- Anthony Carey, 5.º Visconde Falkland (Primeiro Lorde do Almirantado) 1693–1694
- Edward Russell, 1.º Conde de Orford (Primeiro Lorde do Almirantado) 1694–1699
- John Egerton, 3.º Conde de Bridgewater (Primeiro Lorde do Almirantado) 1699–1701
- Thomas Herbert, 8.º Conde de Pembroke (Lorde Grande Almirante) 1701–1702
- Príncipe Jorge da Dinamarca (Lorde Grande Almirante) 1702–1708

### Lorde Almirante-mor da Grã-Bretanha, 1708–1709
Lord High Admiral of Great Britain
- Rainha Ana (Grande Almirante) 1708
- Thomas Herbert, 8.º Conde de Pembroke (Grande Almirante) 1708–1709

### Primeiro Lorde do Almirantado da Grã-Bretanha, 1709–1801
First Lord of the Admiralty of Great Britain
- Edward Russell, 1.º Conde de Orford 1709–1710
- Sir John Leake 1710–1712
- Thomas Wentworth, 1.º Conde de Strafford 1712–1714
- Edward Russell, 1.º Conde de Orford 1714–1717
- James Berkeley, 3.º Conde de Berkeley 1717–1727
- George Byng, 1.º Visconde Torrington 1727–1733
- Sir Charles Wager 1733–1742
- Daniel Finch, 8.º Conde de Winchilsea 1742–1744
- John Russell, 4.º Duque de Bedford 1744–1748
- John Montagu, 4.º Conde de Sandwich 1748–1751
- George Anson, 1.º Barão Anson 1751–1756
- Richard Grenville-Temple, 2.º Conde Temple 1756–1757
- Daniel Finch, 8.º Conde de Winchilsea 1757
- George Anson, 1.º Barão Anson 1757–1762
- George Montague-Dunk, 2.º Conde de Halifax 1762
- George Grenville 1762–1763
- John Montagu, 4.º Conde de Sandwich 1763
- John Perceval, 2.º Conde de Egmont 1763–1766
- Sir Charles Saunders 1766
- Sir Edward Hawke 1766–1771
- John Montagu, 4.º Conde de Sandwich 1771–1782
- Augustus Keppel, 1.º Visconde Keppel 1782–1783
- Richard Howe, 4.º Visconde Howe 1783
- Augustus Keppel, 1.º Visconde Keppel 1783
- Richard Howe, 4.º Visconde Howe 1783–1788
- John Pitt, 2.º Conde de Chatham 1788–1794
- George Spencer, 2.º Conde Spencer 1794–1801

### Primeiro Lorde do Almirantado do Reino Unido, 1801–1964
First Lord of the Admiralty of the United Kingdom
- John Jervis, 1.º Conde de St Vincent 1801–1804
- Henry Dundas, 1.º Visconde Melville 1804–1805
- Charles Middleton, 1.º Barão Barham 1805–1806
- Charles Grey, Visconde Howick 1806
- Thomas Grenville 1806–1807
- Henry Phipps, 3.º Barão Mulgrave 1807–1810
- Charles Philip Yorke 1810–1812
- Robert Dundas, 2.º Visconde Melville 1812–1827
- Robert Dundas, 2.º Visconde Melville 1828–1830
- Sir James Graham 1830–1834
- George Eden, 1.º Conde de Auckland|George Eden, 2.º Barão Auckland 1834
- Thomas Robinson, 2.º Conde de Grey 1834–1835
- George Eden, 1.º Conde de Auckland|George Eden, 2.º Barão Auckland 1835
- Gilbert Elliot-Murray-Kynynmound, 2.º Conde de Minto 1835–1841
- Thomas Hamilton, 9.º Conde de Haddengton 1841–1846
- Edward Law, 1.º Conde de Ellenborough 1846
- George Eden, 1.º Conde de Auckland 1846–1849
- Sir Francis Thornhill Baring 1849–1852
- Algernon Percy, 4.º Duque de Northumberland 1852
- Sir James Graham 1852–1855
- Sir Charles Wood 1855–1858
- Sir John Pakington 1858–1859
- Edward Adolphus Seymour, 12.º Duque de Somerset 1859–1866
- Sir John Pakington 1866–1867
- Henry Thomas Lowry Corry 1867–1868
- Hugh Childers 1868–1871
- George Joachim Goschen 1871–1874
- George Ward Hunt 1874–1877
- William Henry Smith 1877–1880
- Thomas George Baring, 1.º Conde de Northbrook 1880–1885
- Lord George Hamilton 1885–1886
- George Robinson, 1.º Marchese de Ripon 1886
- Lord George Hamilton 1886–1892
- John Poyntz Spencer, 5.º Conde Spencer 1892–1895
- George Joachim Goschen 1895–1900
- William Waldegrave Palmer, 2.º Conde de Selborne 1900–1905
- Frederick Archibald Vaughan Campbell, 3.º Conde Cawdor 1905
- Edward Marjoribanks, 2.º Barão Tweedmouth 1905–1908
- Reginald McKenna 1908–1911
- Winston Churchill 1911–1915
- Arthur Balfour 1915–1916
- Sir Edward Carson 1916–1917
- Sir Eric Geddes 1917–1919
- Walter Hume Long 1919–1921
- Arthur Hamilton Lee, 1.º Barão Lee de Fareham 1921–1922
- Leo Amery 1922–1924
- Frederic John Napier Thesiger, 1.º Visconde Chelmsford 1924
- William Clive Bridgeman 1924–1929
- A. V. Alexander 1929–1931
- Sir Austen Chamberlain 1931
- Sir Bolton Eyres-Monsell (Visconde Monsell a partir de 1935) 1931–1936
- Sir Samuel Hoare 1936–1937
- Alfred Duff Cooper 1937–1938
- James Stanhope, 7.º Conde Stanhope 1938–1939
- Winston Churchill 1939–1940
- A. V. Alexander 1940–1945
- Brendan Bracken 1945
- A. V. Alexander 1945–1946
- George Henry Hall 1946–1951
- Francis Aungier Pakenham, 1.º Barão Pakenham 1951
- James Thomas, 1.º Visconde Cilcennin (1955) 1951–1956
- Quintin McGarel Hogg, 2.º Visconde Hailsham 1956–1957
- George Douglas-Hamilton, 10.º Conde de Selkirk 1957–1959
- Peter Carington, 6.º Barão Carrington, 1959–1963
- George Jellicoe, 2.º Conde Jellicoe 1963–1964

### Lordes Almirante-Mor do Reino Unido, 1964–presente
Lord High Admiral of the United Kingdom
- Ofício em Comissão, 1801–1827
- Sua Alteza Real, o Duque de Clarence, 1827–1828
- Ofício em Comissão, 1828-1964
- Sua Majestade, Rainha Isabel II, 1964–2011
- Sua Alteza Real, o Duque de Edimburgo, 2011–presente

## Secretários

### (Primeiros) Secretários do Almirantado
- Samuel Pepys, 1673–1679
- Thomas Hayter 1679–1680
- John Brisbane, 1680–1684
- Samuel Pepys, 1684–1689
- Phineas Bowles, 1689–1690
- James Southerne, 1690–1694
- William Bridgeman, 1694–1698 com Burchett
- Josiah Burchett, 1694–1742 com  Bridgeman
- George Clarke, 1702–1705 com  Bridgeman
- Thomas Corbett, 1741–1751 com  Bridgeman
- John Cleveland, 1751–1763 (a partir de 1759)
- Philip Stephens, 1763–1795
- Evan Nepean, 1795–1804
- William Marsden, 1804–1807
- Hon. William Wellesley Pole, 1807–1809
- John Wilson Croker, 1809–1830
- Hon. George Elliot, 1830–1834
- George Robert Dawson, 1834–1835
- Charles Wood, 1.º Visconde Halifax, 1835–1839
- Richard More O'Ferrall, 1839–1841
- John Parker, 1841
- Hon. Sidney Herbert, 1841–1845
- Henry Thomas Lowry-Corry, 1845–1846
- Henry George Ward, 1846–1849
- John Parker, 1849–1852
- Augustus Stafford, 1852
- Ralph Bernal Osborne, 1853–1858
- Henry Thomas Lowry-Corry, 1858–1859
- Lord Clarence Paget, 1859–1866
- Thomas George Baring, 1.º Earl de Northbrook, 1866
- Lord Henry Lennox, 1866–1868
- William Edward Baxter, 1868–1871

### Secretários Parlamentares do Almirantado
- George John Shaw-Lefevre, 1871–1874
- Hon. Algernon Egerton, 1874–1880
- George John Shaw-Lefevre, 1880
- George Otto Trevelyan, 1880–1882
- Henry Campbell-Bannerman, 1882–1884
- Thomas Brassey, 1.º Earl Brassey, 1884–1885
- Charles Thomson Ritchie, 1885–1886

### Secretários Parlamentares e Financeiros do Almirantado
- John Tomlinson Hibbert 1886
- Arthur Forwood 1886–1892
- Sir Ughtred Kay-Shuttleworth, 1892–1895
- William Ellison-Macartney 1895–1900
- Hugh Oakeley Arnold-Forster 1900–1903
- Ernest George Pretyman 1903–1905
- Edmund Robertson 1905–1908
- Thomas Macnamara 1908–1920
- Sir James Craig 1920–1921
- Leo Amery 1921–1922
- Bolton Eyres-Monsell 1922–1923
- Archibald Boyd-Carpenter 1923–1924
- Charles Ammon 1924
- John Davidson 1924–1926
- Cuthbert Headlam 1926–1929
- Charles Ammon 1929–1931
- Earl Stanhope 1931
- Lord Stanley 1931–1935
- Sir Victor Warrender 1935
- Lord Stanley 1935–1937
- Geoffrey Shakespeare 1937–1940
- Sir Victor Warrender 1940–1945
- John Dugdale 1945–1950
- James Callaghan 1950–1951
- Allan Noble 1951–1955
- George Ward 1955–1957
- Christopher Soames 1957–1958
- Robert Allan 1958–1959
- Charles Ian Orr-Ewing 1959

cargo vago a partir de 16 de Outubro de 1959